# Macroteleia insolita
Macroteleia insolita är en stekelart som beskrevs av Muesebeck 1977. Macroteleia insolita ingår i släktet Macroteleia och familjen Scelionidae. Inga underarter finns listade i Catalogue of Life.